# Drum and bass
A drum and bass (röviden d'n'b, d&b) elektronikus zenei stílus; az Egyesült Királyságban született.

## Története

### A korai évek
'89 party-ászai, Grooverider és Fabio a dél-londoni (Brixton, Elephant & Castle) klubokban (leggyakrabban a Rage-ben) a hardcore-on továbblépve, addig teljesen szokatlan ritmus-képletekkel gazdagították zenéjüket. House-lemezekről kivett elemeket játszottak dupla sebességgel, techno felvételeket pörgettek 33-as helyett 45-ös sebességen. Tudatosan egy senki más által nem játszott stílust kerestek, melyből a nyolcvanas és a kilencvenes évek fordulójára fejlődött ki a jungle.
A jungle gyökerei a dubban (a ritmus és szub-basszusok előtérbe helyezése, valamint az MC-k szerepeltetése), a hiphopban (ritmusképletek) és a technóban (modern stúdióprocesszus) keresendők. Az egykori dzsessz (néha szving, vagy bossa nova) muzsikák dobszólóiból mintavett, majd 160-180 BPM-re felgyorsított törtütemek, egy végletekig leegyszerűsített, szinte triviális, de erőteljes reggae basszusmenet: ez a jungle alap, ettől a ponttól ágazik szét a kilencvenes évek végének legtermékenyebb és leginvenciózusabb zenei stílusa számos alirányzatra. A drum & bass befogadását nehezíti a hagyományos dance "four on the floor" négynegyedeken és konstans ritmusokon edződött fülek számára szokatlan, esetenként három-négy összetevős poliritmia. Némi szarkazmussal: "úgy hangzik, mintha valaki a dobfelszerelésével együtt legurulna a lépcsőn" vagy "mintha egy féllábú, tízkezű fekete dobolna".
A vidám hangzású jump up, illetve ragga jungle ragga-muffin vokálokkal, dubos basszusvonalakkal, reggae-hangmintákkal operál (például Mickey Finn, Aphrodite). Vagy a ritmusokat már nem mintavevő, hanem igen-igen precízen programozó, a hangzást a végletekig precízen kidolgozó drum & bass (például A Guy Called Gerald, Goldie, Photek, Doc Scott, Alex Reece, Adam Freeland), mely a kezdetekben különös kettősséget hordoz magában: az első hallásra embertelen és hipergyors breakbeateket feloldják az ezekre épülő dzsesszes és soul-os elemek, ambient szőnyegek, vokálok.
Harmadik alirányzat a kissé fellengzősen hangzó intelligens jungle. (A kifejezés nem a zenészek, hanem a média találmánya, marketingfogás.) Itt az ütemek lágyabb hangzásúak, nem keverik annyira tolakodóan az előtérbe őket, s az előadók hangsúlyozottabban a trance-es betétekre, s inkább a dallamokra összpontosítanak, mint például LTJ Bukem, Blame, valamint a rendkívül termékeny Mark & Dego kettős, akik 4hero, Jacob’s Optical Stairway, Tom & Jerry és Tek 9 nevek alatt egyaránt publikálnak. Ide sorolhatjuk a már másfél évtizedes múltra visszatekintő Moving Shadow címke szinte összes korai kiadványát is.
A hardstep drum & bass nevéhez híven elsősorban keményebb, táncorientált hangzást produkál, gyakran torzított basszusmenetekkel. A techstep drum & bass előadói ezen túlmenően szívesen használnak fel indusztriális mintákat, munkáik a techno hangzásvilágához állnak a legközelebb. Háttér-effektjeik bármelyik thriller, vagy tudományos-fantasztikus film becsületére válhatnának. A rafináltan elhelyezett break-ek nemcsak az ütemeken, esetenként a dallamokon is megtalálhatók (Ed Rush, Optical, Grooverider, Boymerang). A két alirányzat között hamar elmosódott a határvonal, s maradt a techstep elnevezés, melyet az ezredvégre a neurofunk váltott fel.
Nincs tudományosan elfogadott álláspont a "jungle" és a "drum and bass" kifejezés közötti különbségről. Egyes elméletek szerint jungle alatt a régebbi, az 1990-es évek első feléből származó zeneanyagok értendők, a drum & bass-t pedig a jungle bizonyos technikai újításokat hordozó utódjának tartják. Mások szerint a jungle a ragga jungle rövidítése, amely egy szeletét képezi a drum & bass-nek. Az Egyesült Államokban népszerűnek mondható a "jungle drum & bass" (JDB) elnevezés is, de nem mindenhol használatos. A legelterjedtebb álláspont valószínűleg az, hogy a két meghatározás szinonim és felcserélhető. A drum & bass jungle, a jungle pedig drum & bass.
A technóhoz és a house-hoz hasonlóan, a jungle / drum & bass előadók és producerek is egy-egy kisebb kiadó (label) címkéje alatt csoportosultak.

### Néhány, a legfontosabb korai nevek közül
Goldie, Wax Doctor, Peshay, Hidden Agenda, Doc Scott, J Majik, az autószerencsétlenségben azóta elhunyt Kemistry és társa, Storm (Metalheadz), E-Z Rollers, Flytronix, Omni Trio, PFM, JMJ & Richie, Hoax, Tekniq (Goldie exhangmérnöke, Rob Playford tulajdonában álló Moving Shadow istállónál), LTJ Bukem, Artemis, Odyssey, Source Direct, Blame és az elmaradhatatlan MC Conrad (Good Looking / Looking Good), Grooverider, Dillinja, Boymerang, illetve a későbbiekben külön labeleket alapító Ed Rush és John B (Prototype Recordings), DJ SS (Formation Records). Igen színvonalas munkákat jelentetett meg az Intense, a Big Bud, valamint az Origination (Creative Source), a Nautilus, a Jazz Juice és az Astral Vibes (Precious Material), T Power (S.O.U.R.), Justice és a Mystic Moods (Basement Records), a KMC és a Future Bound (Timeless Recordings), az Underwolves és a Tango (Creative Wax), valamint a már említett Adam F (F-Jams).
Egyéb kiadványaik mellett alkalmanként zseniális drum & bass darabokkal lépett a piacra néhány nem kimondottan az irányzatra specializálódott kiadó. Így jelent meg többek között a The Original Playboy, a Jacob’s Optical Stairway (R&S), a Lab Rat, a Leftfield és a Pressure Drop (Hard Hands), One True Parker (Creation Records), Jonny L (XL Recordings), a Ballistic Brothers (Junior Boy’s Own), az Amalgamation Of Soundz (Filter), Plug (Mo’ Wax), a Statik Sound System és Ratman (Cup Of Tea Records), a Link és Squarepusher (WARP), Photek és a Source Direct (Virgin) Roni Size és a Reprazent (Talkin’ Loud) számos munkája is.

### A drum and bass és a fősodor
Bár az első jungle album 1992-ben jelent meg, a műfajt korai underground létéből A Guy Called Gerald Black Secret Technology című nagylemeze emelte ki 1994 végén. (Ő egyébként valaha a 808 State tagja volt, továbbá 1988-as Voodoo Ray-e a Summer of Love egyik legnagyobb house slágere lett.) A szigetországban 1994-ben igazi őrületet váltott ki egy jungle maxi: az M-Beat featuring General Levy Incredible című darabjáért már hónapokkal a megjelenés előtt szinte ostromot indítottak a lemezboltok ellen a rajongók. Az igazi médiaszenzációt azonban Goldie 1995 őszén megjelent Timeless című monumentális albuma jelentette. A siker mértékére jellemző, hogy míg a lemez az angol dance eladási listák élén állt, Michael Jacksonnak meg kellett elégednie a tizenhetedik pozícióval.
Mindenképpen említést kell tennünk a jungle renegát, Alex Reece So Far LP-jéről, mely a Blahblahblah szakírói szerint a Clash 1978-as albuma óta a legjelentősebb Londonban készült zenei produkció. (A progresszív dance előadóinak többsége vélhetően egyet is értett ezzel a véleménnyel, hiszen Reece '95-96 tájékán az egyik legkeresettebb drum & bass remixer volt. Kevert már újra az Underworld-nek, a Model 500-nek, Kenny Larkinnak, a UFO-nak, a Kruder & Dorfmeister duónak, de még Neneh Cherry-nek is.)
A következő lépést a Bukem válogatta Logical Progression (1.) jelentette. 1996 végén a drum & bass szcéna figyelme Justice és Blame Icons pszeudó alatt jegyzett Emotions with Intellect című nagylemezére összpontosult. Az 1993-ban rögzített anyag – mivel a kiadók akkor túl avantgárdnak találták – három éven keresztül egy fiók mélyén várt a megjelenésre, egyes darabjai csak dubplate-eken voltak hozzáférhetők olyan kivételezettek számára, mint Fabio, vagy Mixmaster Morris.
A műfaj soron következő szenzációja – a MUZIK magazin szerint az elkövetkező két év zenei arculatát meghatározó – Roni Size / Reprazent dupla album, a New Forms. 1998-ra a techstep vált frontvonallá. Az első, komolyabb közönségvisszhangot kiváltó siker az Origin Unknown Valley Of The Shadows című munkája volt. Mégis, Ed Rush és Optical (Virus) a főszereplők: Wormhole című albumuk egyaránt nyerte el a vásárlók és a kritika tetszését. A drum & bass hangzás egy-két év alatt óriásit fejlődött, egyre sötétebb hangulatok, egyre gyilkosabb basszusok vették át az irányítást. Letisztult, egyszerűbbé vált, egyszersmind felgyorsult a tempó, az ezredfordulóra a two step soha addig nem várt tömegeket mozgatott meg a jungle partikon. Új nevek és új független kiadók sora tűnt fel. Az Andy C, Ant Miles és Shimon, azaz az Origin Unknown és a Moving Fusion nevével fémjelzett RAM Recordings, a Bad Company (BC Recordings), a Konflict, Loxy és Ink (Renegade Hardware), Skynet és Stakka (Audio Blueprint), a The Red One és a Decorum (Liftin’ Spirit Records), a Nu Balance (Trouble On Vinyl), az E.C.T. (The Most Valuable Player), Dylan és Facs (Droppin’ Science) Drumsound és Simon Bassline Smith (Technique Recordings), az Elementz Of Noize és az Accidental Heroes (Emotif), TeeBee, Polar és Klute (Certificate18). Még az addig lágyabb dallamairól közismert Moving Shadownál is a keményebb hangzásokat preferáló művészek kerültek előtérbe (Aquasky, Dom & Roland, Technical Itch, Calix).
A drum & bass e rendkívül termékeny időszaka elindította a horizontális átrendeződést: az addig más-más ismert címke alatt tevékenykedő fiatal előadók és producerek saját labeleket alapítottak, így például J Majik az Infrared-et, Matrix a Metro Recordings-ot, Jonny L a Piranha Records-ot, az Aquasky a Sonixot, John B a Betat. A világvége-hangulat, a gyilkos pörgés azonban megbosszulta magát. Hasonlóan a nyolcvanas évekbeli EBM hullám lecsengésének okaihoz, ismét fennállt a veszélye, hogy a nemek arányának eltolódása miatt érdektelenné válhatnak az egyre inkább maszkulin jelleget öltő jungle partik. Az évezred utolsó évében már maguk a techstep innovátorai is érezték a váltás szükségességét. Felvételeikben a hangsúlyos, erőteljes alapok mellett már egyre nagyobb szerephez jutott a funk. Az irányzat megjelölésére ekkor használták először a neurofunk kifejezést.
A techsteptől való távolodás több csapásirány mentén zajlott: Digital és a Total Science ismét az ős-jungle hangzásokat hangsúlyozták, dolgozataikban újra zakatoltak a legendás amen breakek. Megint mások még tovább mentek: harmóniagazdagabb zenéjükben maradtak a jól táncolható neurofunk alapok, azonban visszahozták a (főleg) női vokálokat. Ugyanezt a megoldást választotta Decoder & Substance már-már popzeneinek nevezhető produkciója, a Kosheen (Moksha), valamint a State Of Play és a Pressure Rise (Aspect Records), Fellowship, Carlito & Addiction (Defunked), vagy a London Elektricity és a High Contrast (Hospital). Roni Size e tekintetben is a műfajt megújító úttörők közé tartozik: Leonie Laws költő-énekesnővel és DJ Die-jal közös produkciója, a Breakbeat Era már évekkel előbb ezen az úton járt.
A kísérletezés időszakára jellemző néhány tiszavirág-életűnek bizonyult kitérő; a drum & bass és a trance flörtje, a trance & bass, valamint a hetvenes évek közepére visszanyúló disco drum & bass. Stabil pozíciót az erős ütemszekciót harmóniagazdagabb dallamvilággal és vokálokkal fuzionáló liquid funk tartott meg magának, valamint a tinédzserek körében töretlenül népszerű neurofunk. Ez utóbbi irányzat szociológusok szerint bizonyos tizenéves csoportoknál átvette a heavy metal-tól a lázadás zenéjének szerepét, véleményük szerint ez ma a „teenage angst music”.
Ahogy a house Chicago szülötte, vagy a trance Frankfurté, úgy a jungle / drum & bass Londonhoz köthető, ahol '97-98-ban már a McDonald’s-ekben is ez szólt. Nyilvánvalóan nem nevezhetjük undergroundnak azt az irányzatot, mely foci EB-k szignálját, vagy tv reklámok zenei aláfestését adja. Ha mondhatjuk azonban valamiről, hogy pozitív értelemben vált mainstreammé, úgy e műfajról nyugodtan állíthatjuk ezt. A szokatlan jelenség okai visszavezethetők a nagy kiadók éberségére, akik még underground létében vásárolták fel a műfajt, ugyanakkor a szerződő előadók művészi önállóságukat teljes mértékben megőrizhették. Az autentikus drum & bass producereknek az első megközelítésből elitizmusnak tűnő dubplate kultúra révén sikerült megőrizniük a szakma tekintélyét. Mind a mai napig csak kivételezett kevesek tartoznak abba a legfelső körbe, akik egy-egy új szám elkészültekor (jóval megjelenése előtt) átadják egymásnak felvételeiket, s ki-ki kedvére vágathat belőle saját felhasználásra lemezt. Az alig néhány tucatnyi producer közé kiadói háttérrel, vagy óriási pénzeken megvásárolt reklámkampánnyal bejutni képtelenség – a bebocsáttatás elnyerésének egyedüli módja, ha valaki a saját dolgozatainak színvonalával vívja ki a többiek megbecsülését. A dubplate kultúra szigorú szabályai mindeddig távol tartották az irányzattól a kullogókat, a hátsó szándékú, kizárólag nyerészkedni vágyó későn jövőket. Így kerülte egyelőre el a drum & bass a house, a techno és a trance sorsát, a teljes kommercializálódást.
Az ezredfordulóra a drum & bass lett az egyik olyan irányzat, mellyel az elektronikus muzsikák polgárjogot nyerhettek az idősebb zenehallgatók körében is. LTJ Bukem lemezeivel kapcsolatosan végzett piackutatások egyértelműen jelezték: a negyvenes korosztály ugyanúgy vásárolja kiadványait, mint a huszonévesek. A műfajban rejlő lehetőségeket bizonyítja, hogy szinte mindenki merített belőle, így az olyan géniuszok, mint Aphex Twin, vagy Paradinas (M-ziq). Meg az is, hogy a világon újabb drum & bass központok alakultak ki, ilyen például Toronto. Az előadók se kizárólag angolok már: a műfaj hírnevét öregbíti az amerikai Jamie Myerson és Dieselboy, a németek: Panacea (Force Inc. / Position Chrome), Bassface Sascha (Smokin’ Drum), Doppelgänger és Makai (Precision Breakbeat Research), meg az olyan válogatások, mint a Soundz of the Asian Underground, de ismerünk olasz, francia, holland, görög, norvég, svéd, ausztrál, sőt, több ígéretes hazai próbálkozást (Random Soundz, Anorganik, CHRIS.SU, SKC, Marcel, Anima Sound System) is.
Az irányzat magyarországi népszerűsítésében elévülhetetlen érdemeket szerzett lemezlovasok: Palotai Zsolt, Cadik, Solid, Ozon a Bladerunnaz legénysége (Bal, Safair, Size9, Stealth aka Mastif), a Re:Creation DJ-k (Loolek és Boolek), a Microforms  formáció (L.A.S., Benzon), valamint a Nowsound gárda.

## A drum and bass Spanyolországban
"Art (r)Evolution
Art, at same time as humanity, mutates, evolves and changes the way it explains itself. We are in a time in which art is no longer just an object. The object is not important. Now it’s time for experience. It’s revolution time, and the artistic revolution needs to be free and public. Free acess, free use, free experience. We have technology, we have creativity." /Delacrew/
A 21. század kezdetére 20. század végére tehetők az első kezdeményezések a drum and bass terjesztésére, Angliában már legyűrűzött az első hullám, mikor páran felfigyeltek eme zenestílusra Spanyolországban. Az első kísérlet egy album kiadása volt "Iberian Shots VOL 1" Néven KÉP. Ez egy 2 CD-ből álló album, melyen spanyol, illetve néhány külföldi Dj munkái hallhatóak, de a második lemezt két spanyol, dj Gabb, illetve dj Chola mixelte. Itt egy kis ízelítő munkáikból (dj Chola az Apotheke Crew tagja) A Contraseña Records adta ki, a Gorila Club segítségével. A másik kezdeményezés pedig a PnB (GNP Drum and Bass) azaz hazai producerek, DJ-k egy csoportosulása, a www.emisiondigital.com-on volt rádióadásuk szerdánként 22:00-00:00-ig (az első óra DnB a második pedig experimental/glitch/minimal/IDM). Két szervezője: Jay Jay és La Mota (ők is elég kísértetiesek). Külön részekre tagolható Spanyolország, úgy előadók, mint további kezdeményezések terén.

### Barcelona
Barcelonában inkább a klubok voltak a jellemzőek, ugyanis a boltok polcain nemigen volt fellelhető ez a stílus. Az egyik csoport, mely szervezte/szervezi ezeket a partykat a Sindrome De Sound Sok videó
Tagok: HOMI, KOZZAK, KRUSTY, TUTU, BOLAX, NAHUEL. Céljuk az elektronikus zene, köztük elsősorban a drum and bass népszerűsítése. A két jelentősebb klub, ahol DnB-t játszottak, a Plataforma és az X-Pressing. Az előzőben minden csütörtökön, főként helyi hallgatósággal, az utóbbi pedig inkább egy "zene büfé"(??), több helyi dj-vel működött, de nem tisztán DnB-t játszottak. Barcelonában alakult a legjelentősebb "Csoport" a Dubcelon Myspace-s link. Alapító tagjaik: MaZ, Bu, Jaukem, Delacrew és Mc Sano.

### Madrid
Madridban is elég jelentős, klubok, kiadók, együttesek alakultak. A legelső ilyen együttes a "Dark Archives " névre hallgatott, Tagjaik: DJ Dead, Dr. Smoke, Pitch, Focus, Vitor és MC Chalk, Főként klubokban zúzták, eleinte a Altered State-ben majd a Ya’sta és végül a Café las Descalzas . A másik elég jelentős csoportosulás a Madrid Massive Rengeteg letöltés van ezen az oldalon. Sok tagja van, de talán a legjelentősebbek: XOL és Mk Milk, elég aktívnak is mondhatóak a mai napig. Recycled Sound szintén egy hasonló kis "csoportocska", sok mindent nem tudni róla talán az alapító tagját kiemelném: JDR. Fellépett az EVANTEC-en is ami egy kétnapos zenei rendezvény volt. Van még egy elég érdekes csoportocska, ami szintén a D'n'B népszerűsítésének szentelte létezését, de ez a szervezet, más underground ill. szokatlanabb, újabb stílusokat is felkarol, és nem csak zenei téren, mint például a graffiti, valamint bboying, PluralForm Archiválva 2008. március 7-i dátummal a Wayback Machine-ben. Van néhány helyi kiadó is, a MutaCube, a Melting Pot Records egyébként foglalkozik még breakbeattel, Hardtechel meg ezzel-azzal, valamint party-kat is szerveznek Mikor, hol, mit?). Említésre méltó még Watusi, aki egy VJ. Valamint a TeddyHardcore, jelentősége inkább partyk szervezésben volt lényeges, pl az első Therapy sessions szervezésében is fontos szerepet vállalt. (2006. május 1.), de 2006 júliusában felbomlott. Madridban, hogy is zajlik a Drumparade: 2007-ben, 2005-ben

### Sevilla
2001-ben K-cee a Chamber Q-ban való fellépése után úgy határozott, hogy létrehoz egy együttest Fernando aka Trauma barátjával, a neve Troubellerz lett. Ez nem volt hosszú életű, ugyanis csatlakoztak a DarkFactory legénységéhez, mellettük még ott volt Ac45, Xtasiao, Trauma és The boss aka Pepino. Elég sok helyen megfordultak az országban: Madrid, Valencia, Ciudad Real, Granada stb. Sikerült olyan neveket az országba csalogatni, mint Corrupt Souls, Noisia, Teebee, Raiden, Chris Renegade, Vicious Circle… 2006-ban felbomlott az együttes, de The Boss aka Pepinoval közösen létrehoztak egy újat ELEKTRICITY néven, végigjárták egész Spanyolországot, rengeteg nagyszabású rendezvényen részt vettek Display Sessions (Madrid), International Meeting D.N.B (Valencia), Xion Club (Criptana), Industrial Copera Club (Granada), Jam Club (Bilbao) stb.

### Valencia
Valencia még egy eléggé meghatározó szcénája a drum and bass-nek, a Gorila Club egy Valencia-i együttes. Tagok: Gabb, Frogg (DEP), Chola (Tenerife), Cham, Serbeat, Jonay (Tenerife), The Drama, MC RAKKAMUTTAFUKKA, stb. A VJ Red Ribbon. Általában a Cube Club-ban, a Industrial Copera-ban és a Sala Repvbblicca de Valencia-ban zenéltek. Kapcsolatban állt az Emot Records-szal, ami a legnagyobb spanyol D'n'B kiadó. Rajta keresztül sikerült pár nagy nevet az országba csalogatni. Segédkeztek még a már említett Iberian Shots vol 1 létrehozásában, és kiadásában. 2005-ben feloszlottak, mindenki a maga útján, de a drum and bass ösvényét taposva tovább, baktatnak az országban. Van itt még egy együttes, amit megemlítenék: Bassline Abuse. 2003 Alapította djs Lazza, Finger és Ohcan. Céljuk a drum and bass népszerűsítése, és nem csak a manapság népszerű, vagy darkosabb vonulatokat, hanem a drum and bass-t, a liquidet ugyanúgy, mint a darkstepet. Tagjaik Lazza, Finger, Ohcan, Plan-B, Zas és Max. VJ: Insert-Coin.TV. Manapság is rengeteg helyen fellépnek szerte az országban, Madrid, Barcelona, Alicante, Murcia, Sevilla, Tenerife és Zaragoza. Szerveznek állandó partikat: "Attitude", "Drive By Shootin" és "Under the Bridge". Főként a Le CLub-ban léptek fel. 2004-ben létrehoztak egy website-ot : www.basslineabuse.com (ez már egyből az angol változat), található rajta letöltés is szép számmal. 2001-ben indult egy folyóirat is, az egyetlen, ami a DnB-re fókuszál, neve: A Little Beat. Még Valenciába sorolható a Kripton Industries, mely inkább buli szervezésével népszerűsítette a szcénát.

### Tenerife
Tenerifében is alakult egy DnB zenekar Kaos Club néven. 2004-ben alakult, majd 2006-ban már heti rendszerességgel játszottak a Kaché Clubban. Tagok: DJ Epi – Drum & Bass (All Styles); Midi MC – Drum & Bass, Hip Hop, Grime, Rap; DJ Cuto – Drum & Bass, Old Skool, Break Beat, Nu Skool; DJ Crazy – Drum & Bass (Neuro Funk, Tech Step); DJ Chino – Drum & Bass (Neuro Funk, Tech Step); DJ Melo – Drum & Bass, Old Skool, Break Beat, Nu Skool; Shiny G [DJ Epi] – Drum & Bass (Liquid Funk); Final Side [DJ Crazy & DJ Chino] – Drum & Bass (Neuro Funk, Tech Step). Itt belehallgathattok mit tudnak, és videókat is találtok: Link.

## Tudományos szempontból

### Jellemzői

#### A tempó
A drum and bass tempóját tekintve általában 160-180 BPM között mozog, szemben a breakbeat más formáival, mint amilyen a nu skool breaks is, amelyek egy lassabb, 130-140 BPM körüli tempóval dolgoznak. A drum and bass fejlődése során általános tempónövekedés figyelhető meg. A legkorábbi rave és breakbeat-alapú jungle anyagok még 155-165 BPM körül voltak, míg a 21. század termékei már alig mennek 170 BPM alá, és gyakran átlépik a 180 BPM-et.

#### A dob és a basszus fontossága
A drum and bass elnevezés tévesen arra a következtetésre vezethet, hogy a zeneszámok kizárólag dob- és basszuselemekből állnak. Ugyan ez természetesen nem igaz, a legfontosabb részét képezik a stílusnak, és általában a dal egészében dominálnak. A stílus nagy hangsúlyt fektet a mélyebb basszusra, amely éppen annyira hallható, mint érezhető. A basszusokban megjelennek a különböző hangszínek is.

#### Alstílusai
A drum and bass-ben a kezdetektől fogva sok minden, főleg a tempó és a ritmusképlet változott.
- Jump Up

Vicces, energikus alstílus.
A korai jump up-ot Aphrodite-hez kötik, mai jellemző előadói Twisted Individual, D'kill, Baron, Full Cycle dj-k fogalmazták meg még 2003-ban. Jump up előadók: TC, Distorted Minds, DJ Hazard, Clipz, Generation Dub, Taxman, Heist, Callide, Shifta, Sensai, Original Sin.
- Liquid drum and bass

Lágy dallamokkal operáló alstílus, melyet már régóta jegyez a drum and bass történelem. Gyönyörű dallamok, visszafogott ütemek és lágy vokáltémák jellemzik. Előadói: High Contrast, London Electricity, Alix Perez, Brookes Brothers, Netsky, LTJ Bukem
- Technoid drum and bass

Erőteljes techno hatásokkal operáló alstílus, amely a techno monotonitására épül. Az alappillére a régebbi neurofunk neveihez köthető mint például Universal Project, Dereck, Stakka+Skynet, Kemal+Rob Data, Ed Rush+Optical. Az új nevek, mint például Proket, Dj Fear, Masheen, Raiden, The Sect még erőteljesebben alapoznak a keményebb techno illetve hardcore stílusokra.
- Darkstep, Hardstep drum and bass

Sötét atmoszférájú, torzított amen dobokkal és néhol már breakcore-ra jellemző stílusjegyekkel. A legkeményebb és ezáltal a legpörgősebb dnb alstílus. Képviselői: Technical Itch, Current Value, Dylan, Panacea, Limewax, SPL, Mystification
- Neurofunk

A technoidhoz hasonlítható, de a drum and bass egy fokkal lágyabb vonala. Torzított szintetizátorhangok, sci-fi témák, pörgős dobalapok jellemzik. Képviselői: PHACE, Noisia, AUDIO, A.M.C., Prexile, Break, Mayhem, Apex, Black Sun Empire, Misantroph, L33, June Miller, Spor, Jade.
- Mainstream, Pop drum and bass

(Szociokulturális, illetve kereskedelmi kategória, szerkezeti szempontból vagy a zene jellemzőit figyelembe véve nem tekinthető külön alirányzatnak.) Ahogy a többi elektronikus zenei irányzat, a drum and bass sem kerülhette el a fősodorhoz való közeledést. Egyes előadók, mint John B, a Pendulum, a Kosheen, vagy az EZ-Rollerz sikerrel próbálkoztak a szélesebb rétegek számára is fogyasztható drum and bass zenék kiadásával. Emiatt több fiatal rajongó a szcéna felhígulásának előidézésével, sőt, a drum and bass elárulásával vádolja őket.
- Jungle DnB

Reagge és drum n' bass ütemek keveréke, dzsungeles hangulatra emlékeztető hangokkal. Általában régebbi hangszerek hangzásaival, furulya jellemző. Többnyire vidám alstílus, pörgős és ütemes. Képviselői: Benny Page, Top Cat, Serial Killaz, Sub Mechanik

### A kontextus

#### Kapcsolatok más zenei stílusokkal
Az idők folyamán számos más stílus jellemző elemei keveredtek, fuzionáltak a drum & bass-zel. Léteznek techno-val, funk-kal, breakbeat-tel és hiphoppal való kollaborációk is.

## Tánc
A drum and bass táncban a táncoló szabad stílusa érvényesülhet, csak néhány alaplépés van, és azokból bármilyen egyéni lépéseket ki lehet hozni.
- X-tech/X-outing – bokák keresztezése, szinte old school-nak számít
- Penguin (Pingvin stílus) – szinte páros lábbal táncol, egyszerre mozgatja a lábait párhuzamosan, sokat "kombózik", csavar
- Orosz stílus – elterjedt nem létező step elég egyszerű és erről a lépésről sokan hiszik, összefoglalja az egész táncot, ami természetesen nem igaz, 180-as és 360-as forgások is jellemzik

### Néhány fontosabb kiadó
- Hazai kötődésű kiadók
  - Eatbrain
  - Black Seeds Recordings
  - Chi Recordings
  - Sub.hu
- Külföldi kiadók
  - RAM Records
  - Metalheadz
  - Hospital Records
  - Renegade Hardware
  - Shogun Audio
  - V Recordings
  - Playaz Recordings
  - Vision Recordings

### Letölthető hanganyagok
- DnB.lap.hu
- Blog, mixekből
- DJ Palotai
- DJ Boolek remixek, illetve DJ-mixek
- Egy német weblap tele dj-mixekkel
- LiquidDNB Blog
- DnB Nation Magazin[halott link]

### Fórumok
- Drumandbass.hu
- Dogs on Acid Forum
- DNB Forum

### Internetes rádiók
- Bassdrive
- DnB Noize Archiválva 2015. augusztus 1-i dátummal a Wayback Machine-ben
- DnBRadio
- Jungletrain
- Leetradio
- Phuture Frequency

### Magyar internetes rádiók
- Sub Rádió
- DNB Pékség
- Oranzs Rádió